# جوليان كابلان
جوليان كابلان (بالإنجليزية: Soren Kaplan)‏ هو كاتب أمريكي، ولد في 27 نوفمبر 1968.